# Черапкін Йосип Григорович
Йосип Григорович Черапкін (мокш. Осе Черапонь; 15 листопада 1884, Ісапря, нині Пензенська область — 18 березня 1935, ДубравЛаг, Мордовія) — мокшанський просвітник, педагог, історик і мовознавець.

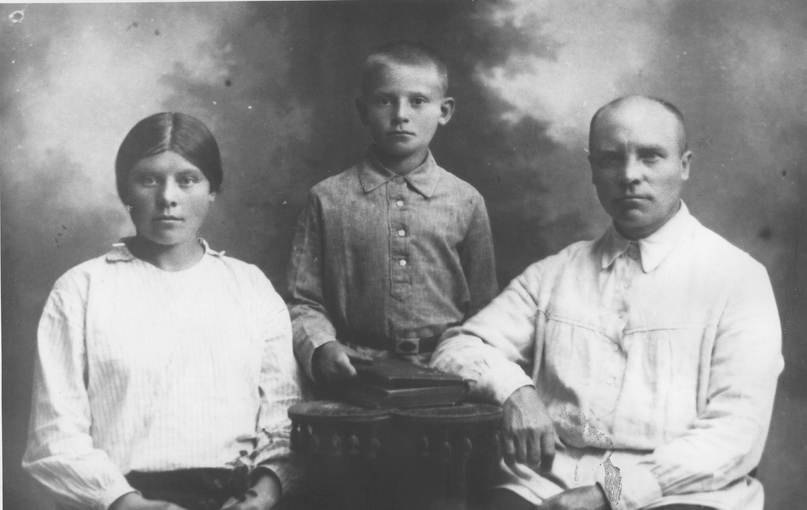
Йосип Черапкін разом із родиною: дружина Лукерія та син Микола. 1928

## Біографія
Під час війни проти Японії (1904 — 1905) Йосип Черепкін був призваний до Російської імператорської армії. У 1906 році закінчив учительську семінарію та працював педагогом у своїй сільській школі в Інсарському повіті Пензенської губернії. За діяльність у популяризації шкільної освіти мокшанською мовою був засланий до Сибіру. Повернувся із заслання у 1912 році й вступив до Московського університету, де вивчав історію та філологію. Певний час жив у Бельгії, Франції та Німеччині; повернувся на батьківщину у 1915 році. Позитивно поставився до революційних подій 1917 року, а під час Громадянської війни долучився до Червоної гвардії, повіривши у «добрі наміри» більшовиків.
Як з'ясувалося за Сталіна, оголошена Леніним політика коренізації не була спрямована на дерусифікацію. Більшовицький режим створив у Росії національні автономії та республіки зі своїми маріонетковими урядами, яких згодом звинуватили у «контрреволюційній діяльності». У цей час Черапкін знову зазнав репресій, бо співчував учасникам Тамбовського повстання, організованого етнічними мокшанами. Оскільки всі партії та політична діяльність, окрім більшовиків, були заборонені в Радянській Росії, він у 1921 році був заарештований; офіційно Черапкіна звинуватили у «прихильності до есерів». Проте невдовзі було звільнено, оскільки його вина була доведена.
У 1920-х роках Черепкін познайомився з ерзянином Макаром Євсєв'євим, який спонукав його до лінгвістичних студій. Він описав мокшанські діалекти та розділив їх на 3 групи: спаський, краснослободсько-темніковський та інсарський. За основу мокшанської літературної мови Черапкін запропонував обрати другий діалект, працюючи над граматикою та описом фонетики, морфології й синтаксису. У 1924 році став відповідальним секретарем мокшанської газети «Од веле» («Нове село»), а з 1929-го — викладав у Саратовському державному університеті, де познайомився з племінником відомої на той час співачки народних пісень мокшанки Ольги Ковальової — перспективним біологом Димитрієм Ковальовим. У 1931 році почав паралельно працювати у новоутворених Саранському комвузі (нині Мордовський державний університет), Саранському педінституті (нині Мордовський державний педагогічний інститут імені М.Є. Євсєв'єва) та НДІ Мордовської культури (нині Мордовський НДІ мови, літератури та економіки).
Завдяки природженому аналітичному складу розуму у 1929 році Черапкіну вдалося розшифрувати середньовічну мокшанську писемність, що вважалася втраченою з часів Хазарського каганату. Він був першим, хто визначив адаптовану писемність мокшанської мови грецьким унціальним шрифтом. Його перший мокшансько-російський словник з граматикою було видано 1931 року. Черапкін використав правдоподібні неологізми (наприклад, мокшанські терміни для позначення частин мови, суспільно-політичні терміни тощо) і підготував перші шкільні підручники мокшанською літературною мовою, які були видані в 1933—1934 роках.
Сталінський режим вважав діяльність Черапкіна небезпечною для появи «мордовського буржуазного націоналізму». Тому як і інших тодішніх просвітників фіно-угорських народів Поволжя (удмурта Кузебая Герда, ерзянина Анатолія Рябова та інших) був репресований. 1935 року його вбили чекісти у катівнях ДубравЛага. Виконуючи сталінський план щодо зачистки «п'ятої колони», куди зарахували  без суду і слідства Черапкіна, чекісти не гребували «витонченими стратами» у стилі французьких якобінців, апробовані раніше на інших корінних народах СРСР: башкирах, українцях, карелах тощо. Усі книги, журнали та газети Черапкіна мокшанською мовою були вилучені з бібліотек, вивезені до Москви або спалені; деякі екземпляри вдалося врятувати фінському етнографу Гейккі Паасонену та передати до Національної бібліотеки Фінляндії.

## Переклади
- Интернационалсь (The Internationale by Eugène Pottier)// Валда ян (Bright Way), monthly journal. 1928, No 3(4), May. p.18 (in Moksha)
- Максим Горький. Тядясь (Maxim Gorky. Mother)/ Колхозонь эряф (Kolkhoz life) journal, 1933 (in Moksha)